# 1361年
| 千纪： | 2千纪 |
| 世纪： | 13世纪 \| 14世纪 \| 15世纪 |
| 年代： | 1330年代 \| 1340年代 \| 1350年代 \| 1360年代 \| 1370年代 \| 1380年代 \| 1390年代                                                         |
| 年份： | 1356年 \| 1357年 \| 1358年 \| 1359年 \| 1360年 \| 1361年 \| 1362年 \| 1363年 \| 1364年 \| 1365年 \| 1366年                               |
| 纪年： | 辛丑年（牛年）；元至正二十一年；韓林兒龍鳳七年；陈友谅大义二年；明玉珍天啟六年；越南大治四年；日本南朝正平十六年，北朝延文六年，康安元年 |

## 大事记
- 中国
  - 朱元璋占领池州、江州、泗州，西征陈友谅，雙方戰于龍灣（今江蘇南京城郊），陳友諒大敗，放棄太平路（今安徽當塗），逃至江州，朱元璋乘勝攻陷安慶，被小明王韩林儿封为吴国公。
  - 十月，明玉珍在重慶即位，追諡徐壽輝應天啟運獻武皇帝，廟號世宗。
- 歐洲
  - 勃艮第公國菲利普一世因疫病而暴卒，因無子嗣，勃艮第公國落入當朝的瓦盧瓦王朝旁系成員菲利普二世手中。
- 亚洲
  - 高丽农历九月,禿魯江萬戶朴儀叛乱,殺千戶任子富、金天龍,恭愍王命刑部尙書金璡讨伐失利。又派通議大夫、金吾衛上將軍、東北面上萬戶李成桂率1500人助战。朴儀率军逃入江界，被剿灭。年底红巾军入侵高丽。

## 逝世
- 11月21日——菲利普一世，卡佩王朝的最後一位勃艮第公爵。